# Matas e Cercal
Matas e Cercal (oficialmente: União de Freguesias de Matas e Cercal) é uma freguesia portuguesa do município de Ourém, com 20,75 km² de área e 1618 habitantes (censo de 2021). A sua densidade populacional é 78 hab./km².

## História
Foi criada aquando da reorganização administrativa de 2012/2013,  resultando da agregação das antigas freguesias de Matas e Cercal.

## Demografia
A população registada nos censos foi:
| Distribuição da População por Grupos Etários | Distribuição da População por Grupos Etários | Distribuição da População por Grupos Etários | Distribuição da População por Grupos Etários | Distribuição da População por Grupos Etários | Distribuição da População por Grupos Etários |
| -------------------------------------------- | -------------------------------------------- | -------------------------------------------- | -------------------------------------------- | -------------------------------------------- | -------------------------------------------- |
| Antes da agregação                           |                                              |                                              |                                              |                                              |                                              |
| Ano                                          | 0-14 anos                                    | 15-24 anos                                   | 25-64 anos                                   | >= 65 anos                                   | Total                                        |
| 2001                                         | 340                                          | 313                                          | 954                                          | 341                                          | 1948                                         |
| 2011                                         | 218                                          | 222                                          | 939                                          | 349                                          | 1728                                         |
| Após a agregação                             |                                              |                                              |                                              |                                              |                                              |
| Ano                                          | 0-14 anos                                    | 15-24 anos                                   | 25-64 anos                                   | >= 65 anos                                   | Total                                        |
| 2021                                         | 180                                          | 158                                          | 816                                          | 464                                          | 1618                                         |